# Det jag trodde var kärlek
Det jag trodde var kärlek: en bok om psykiskt våld är en bok från 2024 av Anna Lindman. Hon beskriver hur människor har lämnat en destruktiv relation, bland annat utifrån egna erfarenheter.

## Utgåva
- Lindman, Anna (2024). Det jag trodde var kärlek: en bok om psykiskt våld. Stockholm: Fri Tanke. Libris zh7trsdfwqwmg67f. ISBN 978-91-8973-295-7